# Campeonato Mundial de Natação em Piscina Curta de 2018 - 200 m peito masculino
A prova dos 200 metros nado peito masculino do Campeonato Mundial de Natação em Piscina Curta de 2018 foi disputado no dia 12 de dezembro de 2018, no Hangzhou Sports Park Stadium, em Hangzhou, na China. 

## Recordes
Antes desta competição, os recordes mundiais e do campeonato nesta prova eram os seguintes:
|                       | Nome       | Nacionalidade | Tempo   | Local   | Data                   |
| --------------------- | ---------- | ------------- | ------- | ------- | ---------------------- |
| Recorde mundial       | Marco Koch | Alemanha      | 2:00.44 | Berlim  | 20 de novembro de 2016 |
| Recorde do campeonato | Marco Koch | Alemanha      | 2:01.21 | Windsor | 8 de dezembro de 2016  |

Os seguintes recordes mundiais ou do campeonato foram estabelecidos durante esta competição:
| Data           | Evento | Nome           | Nacionalidade | Tempo   | Notas |
| -------------- | ------ | -------------- | ------------- | ------- | ----- |
| 13 de dezembro | Final  | Kirill Prigoda | Rússia        | 2:00.16 | ,     |

## Medalhistas
| Ouro                 | Prata             | Bronze           |
| Kirill Prigoda (RUS) | Qin Haiyang (CHN) | Marco Koch (GER) |

## Resultados

### Eliminatórias
As eliminatórias ocorreram dia 13 de dezembro com um total de 46 nadadores. 
| Colocação | Bateria | Raia | Nadador             | Nacionalidade            | Tempo   | Notas            |
| --------- | ------- | ---- | ------------------- | ------------------------ | ------- | ---------------- |
| 1         | 5       | 6    | Qin Haiyang         | China                    | 2:01.64 | Q,               |
| 2         | 5       | 4    | Kirill Prigoda      | Rússia                   | 2:01.82 | Q                |
| 3         | 4       | 4    | Marco Koch          | Alemanha                 | 2:02.83 | Q                |
| 4         | 5       | 1    | Josh Prenot         | Estados Unidos           | 2:03.23 | Q                |
| 5         | 4       | 5    | Yasuhiro Koseki     | Japão                    | 2:03.41 | Q                |
| 6         | 4       | 3    | Erik Persson        | Suécia                   | 2:03.51 | Q,               |
| 7         | 3       | 4    | Mikhail Dorinov     | Rússia                   | 2:03.84 | Q                |
| 8         | 5       | 5    | Arno Kamminga       | Países Baixos            | 2:03.88 | Q                |
| 9         | 5       | 8    | Andrew Wilson       | Estados Unidos           | 2:04.02 |                  |
| 10        | 3       | 7    | Anton Sveinn McKee  | Islândia                 | 2:04.37 | Recorde nacional |
| 11        | 3       | 3    | Yukihiro Takahashi  | Japão                    | 2:04.68 |                  |
| 12        | 3       | 2    | Tomáš Klobučník     | Eslováquia               | 2:04.85 |                  |
| 12        | 5       | 3    | Ilya Shymanovich    | Bielorrússia             | 2:04.85 |                  |
| 14        | 3       | 5    | Caio Pumputis       | Brasil                   | 2:05.00 |                  |
| 15        | 4       | 0    | Andrius Šidlauskas  | Lituânia                 | 2:05.99 | Recorde nacional |
| 16        | 5       | 2    | Martin Allikvee     | Estónia                  | 2:06.23 |                  |
| 17        | 4       | 1    | Thibaut Capitaine   | França                   | 2:06.38 |                  |
| 18        | 4       | 6    | Yan Zibei           | China                    | 2:07.10 |                  |
| 19        | 3       | 1    | Luca Pizzini        | Itália                   | 2:07.28 |                  |
| 20        | 3       | 6    | Dávid Horváth       | Hungria                  | 2:07.49 |                  |
| 21        | 2       | 4    | Darragh Greene      | Irlanda                  | 2:07.60 | Recorde nacional |
| 22        | 2       | 3    | Carlos Claverie     | Venezuela                | 2:07.83 |                  |
| 23        | 4       | 2    | Yannick Käser       | Suíça                    | 2:08.00 |                  |
| 24        | 4       | 7    | Ayrton Sweeney      | África do Sul            | 2:08.15 |                  |
| 25        | 3       | 8    | Berkay Omer Ogretir | Turquia                  | 2:08.32 | Recorde nacional |
| 26        | 5       | 7    | Giedrius Titenis    | Lituânia                 | 2:08.44 |                  |
| 27        | 2       | 2    | Lyubomir Epitropov  | Bulgária                 | 2:08.51 |                  |
| 28        | 3       | 9    | Maximilian Pilger   | Alemanha                 | 2:08.73 |                  |
| 29        | 2       | 8    | David Schlicht      | Austrália                | 2:09.12 |                  |
| 30        | 5       | 9    | Cai Bing Rong       | Taipé Chinesa            | 2:09.30 |                  |
| 31        | 4       | 9    | Mykyta Koptielov    | Ucrânia                  | 2:10.26 |                  |
| 32        | 2       | 5    | Raphaël Stacchiotti | Luxemburgo               | 2:10.37 |                  |
| 33        | 5       | 0    | Denis Petrashov     | Quirguistão              | 2:11.27 |                  |
| 34        | 3       | 0    | George Schroder     | Nova Zelândia            | 2:11.45 |                  |
| 35        | 4       | 8    | Daniils Bobrovs     | Letônia                  | 2:11.63 |                  |
| 36        | 2       | 1    | Phạm Thanh Bảo      | Vietname                 | 2:11.79 | Recorde nacional |
| 37        | 1       | 4    | Adriel Sanes        | Ilhas Virgens Americanas | 2:13.65 |                  |
| 38        | 1       | 5    | Arnoldo Herrera     | Costa Rica               | 2:13.81 | Recorde nacional |
| 39        | 2       | 0    | Amro Al-Wir         | Jordânia                 | 2:13.83 | Recorde nacional |
| 40        | 2       | 6    | Taichi Vakasama     | Fiji                     | 2:13.84 | Recorde nacional |
| 41        | 2       | 7    | Alberto Batungbacal | Filipinas                | 2:16.67 |                  |
| 42        | 2       | 9    | Liam Davis          | Zimbabwe                 | 2:17.01 |                  |
| 43        | 1       | 7    | Felipe Gomes        | Malawi                   | 2:19.33 | Recorde nacional |
| 44        | 1       | 2    | Nkosi Dunwoody      | Barbados                 | 2:22.54 |                  |
| 45        | 1       | 3    | Vali Israfilov      | Azerbaijão               | 2:23.04 |                  |
| 46        | 1       | 6    | Alejandro Panting   | Honduras                 | 2:23.60 |                  |

### Final
A final foi realizada em 13 de dezembro. 
| Colocação         | Raia | Nadador         | Nacionalidade  | Tempo   | Notas            |
| ----------------- | ---- | --------------- | -------------- | ------- | ---------------- |
| Medalha de ouro   | 5    | Kirill Prigoda  | Rússia         | 2:00.16 | Recorde mundial  |
| Medalha de prata  | 4    | Qin Haiyang     | China          | 2:01.15 | Recorde asiático |
| Medalha de bronze | 3    | Marco Koch      | Alemanha       | 2:01.42 |                  |
| 4                 | 2    | Yasuhiro Koseki | Japão          | 2:02.18 |                  |
| 5                 | 6    | Josh Prenot     | Estados Unidos | 2:03.12 |                  |
| 6                 | 1    | Mikhail Dorinov | Rússia         | 2:03.20 |                  |
| 7                 | 8    | Arno Kamminga   | Países Baixos  | 2:03.72 |                  |
| 8                 | 7    | Erik Persson    | Suécia         | 2:04.15 |                  |

Legenda
| Recorde mundial       | Recorde mundial (World record)               |                       | Recorde africano                      | Recorde africano (African) |                                           | Q | Classificado por posição (Qualified) |
| Recorde do campeonato | Recorde do campeonato (Championship record)  | Recorde da América    | Recorde da América (Americas)         | q                          | Classificado por melhor tempo (Qualified) |   |                                      |
| Melhor marca do ano   | Melhor marca do ano (World leading)          | Recorde asiático      | Recorde asiático (Asian)              | DNS                        | Não largou (Did not start)                |   |                                      |
| Recorde nacional      | Recorde nacional (National record)           | Recorde europeu       | Recorde europeu (European)            | DNF                        | Não terminou (Did not finish)             |   |                                      |
| Recorde pessoal       | Recorde pessoal do atleta (Personal best)    | Recorde da Oceania    | Recorde da Oceania (Oceania)          | DSQ / DQ                   | Desclassificado (Disqualified)            |   |                                      |
| Recorde da temporada  | Recorde da temporada do atleta (Season best) | Recorde sul-americano | Recorde sul-americano (South America) | NM                         | Sem marca (No mark)                       |   |                                      |